# Pauline M. Clerk
Pauline Miranda Clerk (25 tháng 5 năm 1935 – 25 tháng 10 năm 2013 ) là một công chức, nhà ngoại giao và một cố vấn tổng thống người Ghana.

## Tiểu sử

### Tuổi thơ và gia đình
Pauline Miranda Clerk sinh ngày 25 tháng 5 năm 1935 tại Accra cho Richard Alfred Clerk, một công chức thuộc địa làm việc tại Gold Coast và Nigeria. Cô là thành viên của gia đình Thư ký quan trọng trong lịch sử Ghana. Cô là cháu gái lớn của Alexander Worthy Clerk, một nhà truyền giáo người Moravian gốc Jamaica đến Bảo vệ Christiansborg của Đan Mạch, nay là vùng ngoại ô của Osu, ở Accra ở Gold Coast năm 1843, là một phần của nhóm 24 Các nhà truyền giáo Tây Ấn, những người làm việc dưới sự bảo trợ của Hiệp hội Truyền giáo Phúc âm Basel ở Basel, Thụy Sĩ. AW Clerk là người tiên phong của Giáo hội Trưởng lão Ghana và là người lãnh đạo giáo dục ở Ghana thuộc địa, đồng sáng lập một trường trung học nội trú ở Osu, Trường Salem năm 1843. Bà cố của cô., Pauline Hesse đến từ Gold Coast, và có tổ tiên của Đan Mạch, Đức và Ga-Dangme. Nỗi ám ảnh lớn của ông là Regina Hesse (1832 ─ 1898), một nhà giáo dục tiên phong và hiệu trưởng trường học, người đã làm việc với Phái bộ Basel ở Bờ biển Vàng.
Đáng chú ý trong số các mối quan hệ của bà là cháu gái của bà, Nicholas Timothy Clerk (1862 -1961), một nhà thần học và nhà truyền giáo được bầu làm Thư ký Thượng hội đồng đầu tiên của Giáo hội Trưởng lão của Bờ biển Vàng từ 1918 đến 1932. Thư ký NT là một người cha sáng lập Trong tất cả các trường trung học nội trú của nam sinh, Trường trung học nam Presbyterian được thành lập vào năm 1938. Chú của cô, Carl Henry Clerk (1895-1982) là một biên tập viên, nhà giáo dục nông nghiệp, quản trị viên trường học, bộ trưởng Presbyterian và nhà báo được bầu Thư ký Thượng hội đồng thứ tư của Giáo hội Trưởng lão của Bờ biển Vàng từ 1950 đến 1954 cũng như Biên tập viên Sứ giả Kitô giáo, bản tin của Giáo hội Trưởng lão Ghana từ 1960 đến 1963. Một người chú, Theodore S. Clerk (1909-1965) là kiến trúc sư người Ghana đầu tiên của Gold Coast, người đã lên kế hoạch và phát triển thành phố cảng Tema  Dì của Thư ký là Jane E. Clerk (1904 - 1999), một quản trị viên giáo dục tiên phong của Gold Coast và Matilda J. Clerk (1916 -1984), người phụ nữ Ghana thứ hai trở thành bác sĩ. Anh em họ của cô là các học giả Nicholas, George và Alexander Clerk.

### Giáo dục và sự nghiệp
Pauline Clerk được giáo dục tại Trường nữ sinh Osu Presbyterian và Trường Achimota, cả hai đều ở Accra. Cô gia nhập Dịch vụ dân sự Gold Coast vào những năm 1950 và trở thành một quan chức dịch vụ nước ngoài - một nhà ngoại giao sự nghiệp trực thuộc Bộ Ngoại giao. Trong khoảng thời gian từ 1962 đến 1965, bà là đại diện ngoại giao của Ghana tại Dahomey (nay là Cộng hòa Bénin). Pauline Clerk là thư ký ngoại giao về Thông tin và Văn hóa tại Đại sứ quán Ghana ở Paris. Một người nói tiếng Pháp và tiếng Đức, cô cũng từng là đại diện ngoại giao Ghana tại Togo và Đông Đức cũ. Vào những năm 1980, cô được bổ nhiệm làm cố vấn tại Văn phòng PNDC. Khi trở lại chế độ dân sự vào đầu những năm 1990, cô trở thành cố vấn cao cấp tại tổng thống Ghana dưới sự lãnh đạo của Jerry John Rawlings.

## Qua đời và đám tang
Pauline Clerk đã qua đời ở Accra vào ngày 25 tháng 10 năm 2013 vì những nguyên nhân tự nhiên. Dịch vụ tang lễ của cô là tại Nhà thờ Trưởng lão Ebenezer, Osu, sau đó thi thể của cô được chôn cất tại Nghĩa trang Osu ở Accra.